# پیکچرهاوس
پیکچرهاوس (انگلیسی: Picturehouse) یک شرکت سینمایی آمریکایی است که در سال ۲۰۰۵ توسط 
باب برنی تاسیس شد.